# Gabriel Höök
Gabriel Höök, född 1698, död 1769, var en svensk domkyrkoorganist i Växjö domkyrka.

## Biografi
Höök blev 1738 kantor och domkyrkoorganist i Växjö domkyrka. Han var även musiklärare vid Växjö gymnasium. Höök blev 1742 kyrkoherde i Virestads församling.

### Familj
Höök gifte sig med Carl von Linnés syster. De fick tillsammans sonen Sven Niklas Höök.